# Crotelles
Crotelles is een gemeente in het Franse departement Indre-et-Loire (regio Centre-Val de Loire) en telt 585 inwoners (2005). De plaats maakt deel uit van het arrondissement Tours.

## Geografie
De oppervlakte van Crotelles bedraagt 15,9 km², de bevolkingsdichtheid is 36,8 inwoners per km².
De onderstaande kaart toont de ligging van Crotelles met de belangrijkste infrastructuur en aangrenzende gemeenten.

## Demografie
Onderstaande figuur toont het verloop van het inwonertal (bron: INSEE-tellingen).